# Palais des congrès de Los Angeles
Le Palais des congrès de Los Angeles (Los Angeles Convention Center, abréviation LACC) est un palais des congrès situé à côté du Staples Center dans le centre-ville de Los Angeles dans l'État de Californie. Avec un total de 67 000 m2 d'exposition, 13 500 m2 d'espace et 64 salles de réunion, le centre de congrès de Los Angeles fournit une surface accessible pour n'importe quel événement. 
Le palais des congrès comporte le South Exhibit Hall de 32 300 m2, qui est relié aux 19 573 m2 du West Exhibit Hall par un pont passant sur le Boulevard Pico.

## Histoire

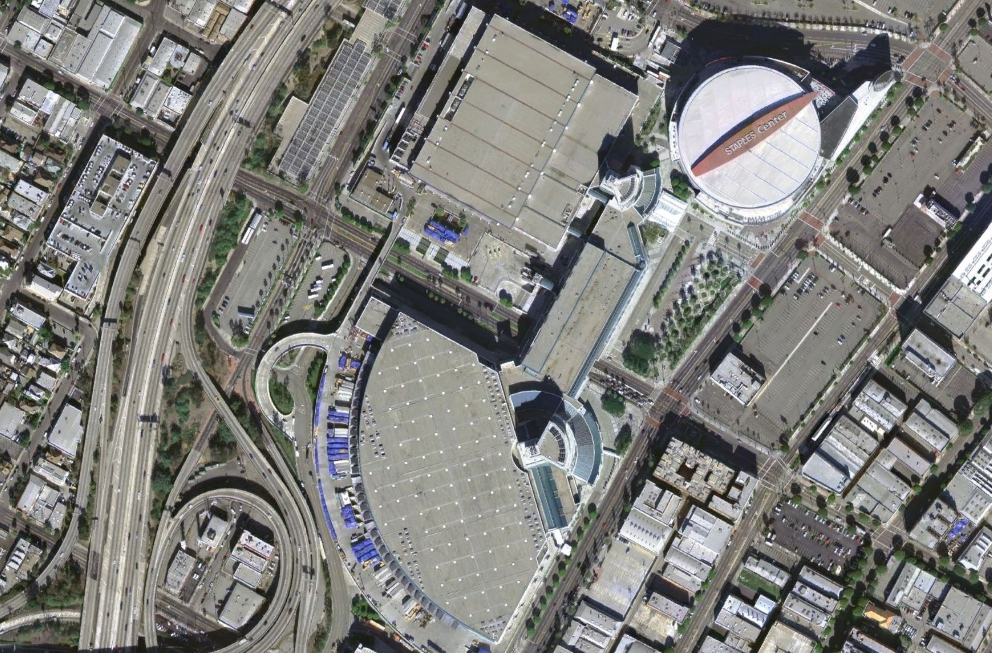
Image satellite du LACC avec le Staples Center.

Le Los Angeles Convention Center fut inauguré en 1971 et agrandi en 1993. Il est ouvert en 1971 avec 19 573 m2 d'espace d'exposition, 21 salles de réunion et 857 m2 de d'espace d'enregistrement. L'expansion principale a été accomplie en 1993, ajoutant 32 300 m2 d'espace d'exposition, 43 salles de réunion et un théâtre de 299 sièges. Le Kentia Hall avec 15 050 m2 d'espace d'exposition a été ajouté en 1997. La même année, la partie nord-est du centre fut détruite pour laisser place au nouveau Staples Center.

## Films
- Le bâtiment peut être aperçu dans la scène d'ouverture du film Volte-face (1997) avec John Travolta et Nicolas Cage.

## Événements
- Electronic Entertainment Expo (E3)
- Salon de l'automobile de Los Angeles
- Intel ISEF (tous les 3 ans)
- Anime Expo